# Vòng loại Giải vô địch bóng đá thế giới 2006 (play-off liên lục địa)
Tại Vòng loại giải vô địch bóng đá thế giới 2006, có hai cặp đấu liên lục địa được tiến hành để xác định hai đội giành vé tham dự vòng chung kết tại Đức. FIFA quyết định hai cặp play-off liên lục địa ở giải lần này sẽ diễn ra giữa:
- Đội hạng 5 AFC v Đội vô địch CONCACAF;
- Đội hạng 5 CONMEBOL v Đội vô địch OFC.

## Các đội tham dự
Có 4 đội tham dự:
| Liên đoàn | Tư cách                  | Đội                |
| --------- | ------------------------ | ------------------ |
| AFC       | Thắng vòng 4             | Bahrain            |
| CONCACAF  | Đứng thứ tư ở vòng 4     | Trinidad và Tobago |
| CONMEBOL  | Đứng thứ năm ở vòng bảng | Uruguay            |
| OFC       | Thắng vòng 3             | Úc                 |

## Đội hạng 5 AFC v Đội vô địch CONCACAF

### Lượt đi
| Trinidad và Tobago | 1–1      | Bahrain            |
| ------------------ | -------- | ------------------ |
| Chris Birchall 76' | Chi tiết | Salman Ghuloom 72' |

### Lượt về
| Bahrain | 0–1      | Trinidad và Tobago  |
| ------- | -------- | ------------------- |
|         | Chi tiết | Dennis Lawrence 49' |

## Đội hạng 5 CONMEBOL v Đội vô địch OFC

### Lượt đi
| Uruguay       | 1–0      | Úc |
| ------------- | -------- | -- |
| Rodríguez 37' | (Report) |    |

### Lượt về
| Úc                                        | 1–0 (s.h.p.) | Uruguay                                    |
| ----------------------------------------- | ------------ | ------------------------------------------ |
| Bresciano 35'                             | (Report)     |                                            |
| Loạt sút luân lưu                         |              |                                            |
| Kewell · Neill · Vidmar · Viduka · Aloisi | 4–2          | Rodríguez · Varela · Estoyanoff · Zalayeta |

## Danh sách ghi bàn

#### 1 bàn thắng
- Mark Bresciano
- Salman Isa
- Chris Birchall
- Dennis Lawrence
- Darío Rodríguez